# Budova České eskomptní banky a úvěrového ústavu
Budova České eskomptní banky a úvěrového ústavu je výrazná stavba na ulici Svobody (dříve Nádražní) v Chebu. Autorem stavby je pražský architekt Friedrich Lehmann, který s pravděpodobně inspiroval Mendelsohnovou expresionistickou architekturou. Na nároží budovy se nachází socha Atlanta od sochaře Johanna Adlofa Mayerla.